# Kaori Ichō
Pour les articles homonymes, voir Icho.
Kaori Ichō (伊調 馨, Ichō Kaori), née le 13 juin 1984 à Hachinohe dans la préfecture d'Aomori, est une lutteuse japonaise. Elle concourt dans la catégorie des moins de 63 kg de lutte libre. Elle est championne olympique depuis que son sport est au programme des Jeux, en 2004, 2008, 2012 et 2016. Elle est la première femme dans l'histoire des Jeux olympiques à avoir gagné la même épreuve quatre fois de suite.

## Biographie
Elle est la sœur de la lutteuse Chiharu Ichō.

### Victime de harcèlement
En avril 2018, il a été révélé que Kaori Ichō a été victime de harcèlement par le directeur de la fédération japonaise de lutte, Kazuhito Sakae, après sa décision de changer de lieu d'entrainement. Il n'aurait pas apprécié qu'elle déménage à Tokyo en 2008 et aurait réagi par plusieurs mesures vexatoires comme le refus d’accès à une salle d'entrainement, l'interdiction faite à un coach de continuer à  travailler avec Ichō et la non-sélection pour des épreuves internationales.

## Palmarès
Kaori Ichō est sacrée championne olympique aux Jeux olympiques de 2004 à Athènes, aux Jeux olympiques de 2008 à Pékin, aux Jeux olympiques de 2012 à Londres ainsi qu'aux Jeux olympiques de 2016 à Rio de Janeiro.
Elle est championne du monde à dix reprises (2002, 2003, 2005, 2006, 2007, 2010, 2011, 2013, 2014 et 2015).
Au niveau continental, elle obtient quatre médailles d'or aux Championnats d'Asie de lutte (en 2004, 2005, 2008 et 2011) et une médaille d'or aux Jeux asiatiques de 2006. Kaori Icho est aussi médaillée d'argent aux Jeux asiatiques de 2002 et médaillée d'or de l'Universiade d'été de 2005.
Le 17 août 2016, elle remporte un 4e titre olympique consécutifs dans 4 olympiades différentes, record codétenu avec Michael Phelps, Katie Ledecky, Carl Lewis, le lanceur Al Oerter et le lutteur Mijaín López.